# Gà Valdarno Bianca

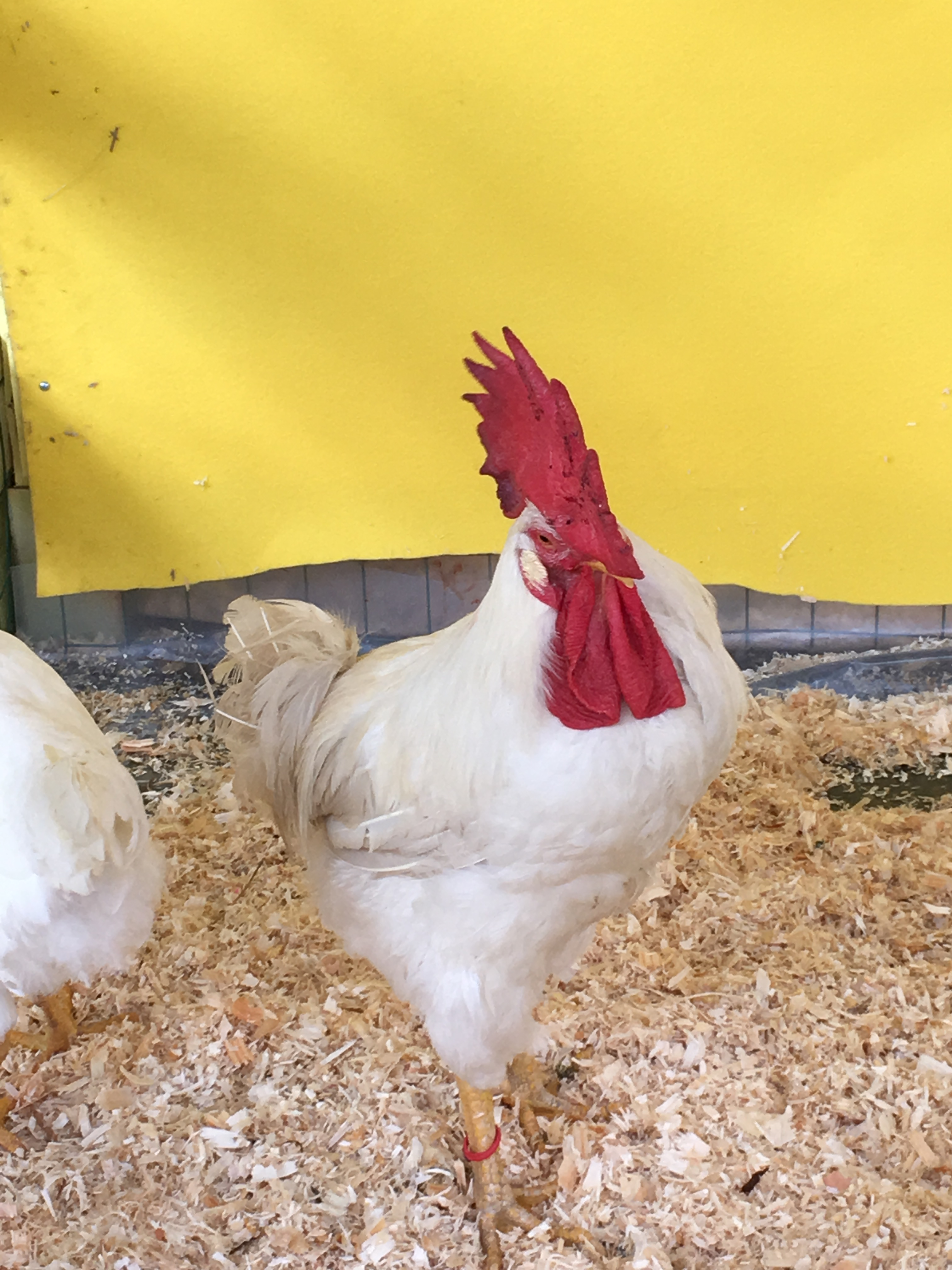
Một con gà trống Valdarno trắng

Gà Valdarno Bianca hay còn gọi là Pollo del Valdarno hay gà Valdarno trắng là một giống gà lớn với màu lông trắng có nguồn gốc từ phía thượng Valdarno tại thung lũng của sông Arno ở Tuscany thuộc miền trung nước Ý. Giống gà này đã trở nên gần như tuyệt chủng trong thế kỷ 20, nhưng dân số đang hồi phục. Nó là một giống khác với gà Valdarno hay gà Valdarno đen vốn bắt nguồn từ vùng hạ Valdarno và có màu lông đen.

## Lịch sử
Gà Valdaro trắng lấy tên từ Valdarno, thung lũng sông Arno. Đó là trong quá khứ được nuôi lớn ở phần trên của thung lũng Arno chạy về phía đông nam từ Florence về phía Arezzo, trong sự phù hợp của Montevarchi, San Giovanni Valdarno và Terranuova Bracciolini ở trung tâm của thung lũng, và vùng lân cận bao gồm Bucine, Castelfranco di Sopra, Cavriglia, Figline Valdarno, Pergine Valdarno, Laterina và Loro Ciuffenna.
Mô tả đầu tiên về gà trắng của Valdarno là bởi Licciardelli vào năm 1899. Pochini (1900, 1905) đề xuất giống Valdarno trên tất cả những loài khác thích hợp cho cả nuôi nhỏ và lớn, vì sự phát triển nhanh chóng và bản năng làm mẹ của gà mái, nhưng lưu ý rằng nó đòi hỏi không gian và không thích nghi tốt để nuôi nhốt. Ông minh họa bốn loại màu sắc, đen, trắng, da bò và chim cu, và lưu ý rằng màu đen và trắng là phổ biến nhất. Giống Valdarno cũng được Faelli mô tả vào năm 1905. Các ví dụ khác nhau về gà Valdarno trắng đã được trưng bày ở Cremona và Varese trong những năm 1950.
Trong những năm sau, gà Valdarno trắng trở thành chủ đề của cuộc thảo luận mở rộng và nóng bỏng về tính xác thực của nó, với các nhà phê bình duy trì rằng năng suất cao của nó là do sức sống từ sự lai tạo. Giống gà này cũng có những người ủng hộ, và một hiệp hội giống được thành lập vào năm 1955. Nghiên cứu về phẩm chất của giống gà này bởi Quilici, giám đốc của Stazione Sperimentale di Pollicoltura (trạm giống gia cầm thí nghiệm) của Rovigo từ năm 1957 đã dẫn đến mô tả khoa học đầu tiên về giống Valdarno. 

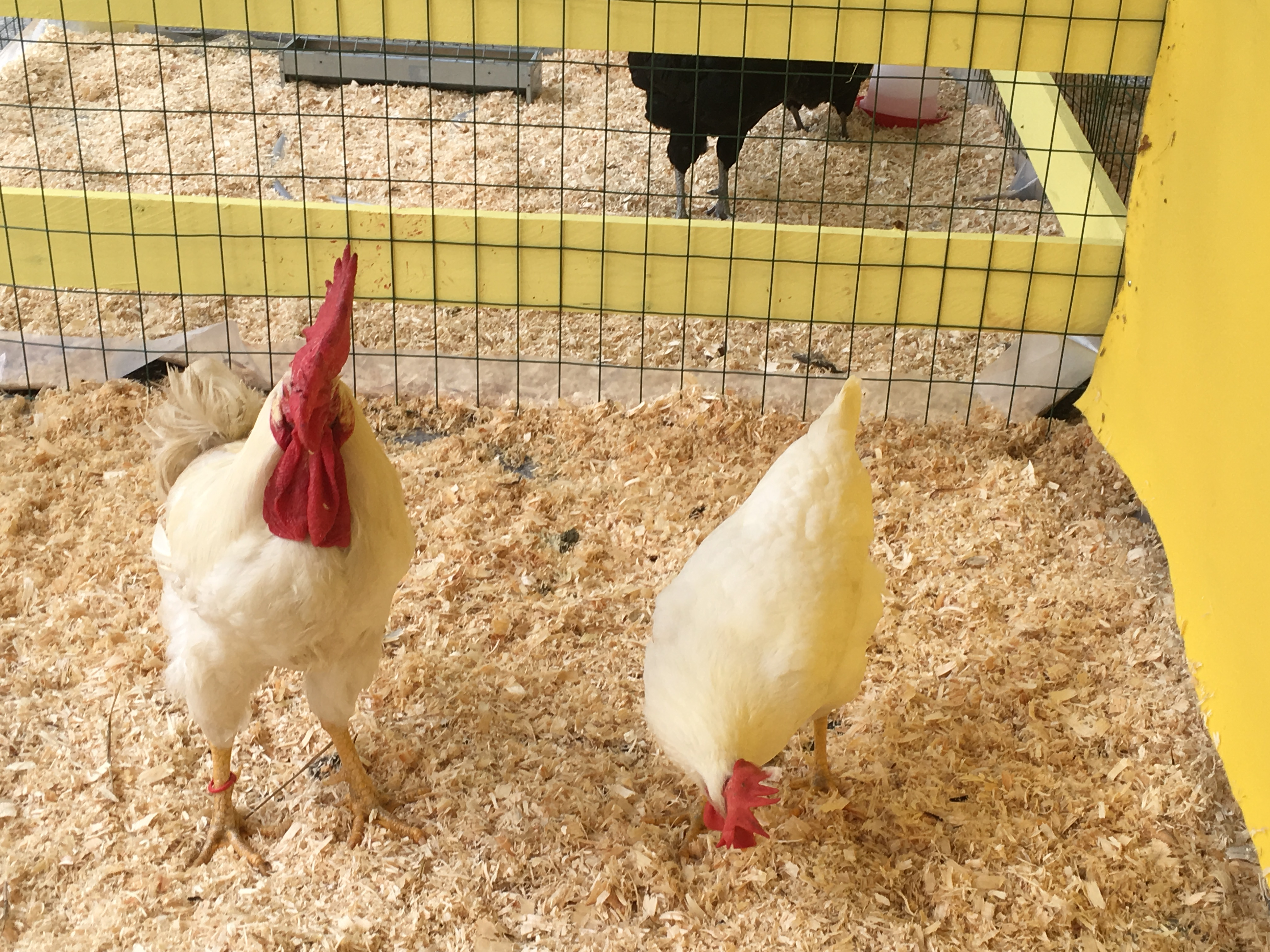
Một cặp trống mái

Sự sụp đổ của hệ thống mezzadria truyền thống trong những năm 1960 gây ra sự suy giảm nhanh chóng về số lượng giống, tăng thêm cả bởi sự tăng trưởng của các phương pháp thâm canh chăn nuôi gia cầm và cạnh tranh từ giống gà Leghorn trắng, trong đó gà con ấp ở miền bắc nước Ý đã có sẵn. Hiệp hội giống này đóng cửa vào năm 1964, và giống gà Valdarno tiếp tục giảm trong thế kỷ 20 cho đến khi nó hầu như biến mất. Nguy cơ tuyệt chủng của giống đã được công nhận vào những năm 1990.
Sau đó, Conservatorio delle Razze Avicole ở Pericolo di Estinzione (trung tâm bảo tồn giống gia cầm có nguy cơ tuyệt chủng) của vùng Veneto đã bắt đầu một chương trình tái sản xuất giống. Khi Conservatorio đóng cửa vào năm 2001, số lượng giống còn lại được chuyển đến khu vực Valdarno. Đàn giống này đã hình thành cơ sở cho một dự án phục hồi và bảo vệ giống được đưa ra bởi vùng Agenzia Regionale trên một vùng đất nông nghiệp (ARSIA), một phần của chính quyền vùng nông nghiệp Tuscan.
Các con gà Valdarno không được bao gồm trong tiêu chuẩn chính thức của Federazione Italiana Associazioni Avicole, liên bang của hiệp hội gia cầm Ý, là cơ quan quốc gia chi phối chăn nuôi gia cầm ở Ý. Tuy nhiên, nó được công nhận bởi Regione Toscana, chính quyền vùng Tuscany, công bố tiêu chuẩn giống. Một đăng ký giống được tổ chức bởi Associazione Provinciale Allevatori, hoặc hiệp hội các nhà lai tạo của tỉnh, của Arezzo. Số lượng giống vẫn thấp. Một nghiên cứu được công bố năm 2007 đã sử dụng một con số khoảng 1200 cho tổng số lượng giống, trong đó khoảng 300 con gà trống.

## Đặc điểm
Các con gà Valdarno là có bộ lông màu trắng, với một số xu hướng màu rơm trên cổ và trở lại cho phép trong những con gà trống. Chân có màu vàng cam và da có màu vàng. Mào chúng rất lớn, có màu đỏ máu và rủ vẹo qua một bên, mồng chúng có 5-6 điểm răng. Các thùy tai có màu vàng kem với một số gân đỏ. Trọng lượng trung bình là 2,9-3,3 kg (6,4–7,3 lb) đối với gà trống, 2,0–2,5 kg (4,4–5,5 lb) đối với gà mái. Trứng gà có màu trắng và cân nặng 58–70 g. Các con gà Valdarno được nuôi giữ chủ yếu cho thịt của nó, đó là giống gà cho thịt nhiều và ngon, và đáng chú ý là khác nhau từ đó được sản xuất bởi các phương pháp canh tác thâm canh. Khoảng 6000 con ga bị giết mỗi năm. Gà mái có xu hướng trở thành những bà mẹ đòi ấp, chúng đẻ trung bình 135 trứng gà mỗi năm.